# دیبورگ
شهر دیبورگ در ایالت هسن در کشور آلمان واقع شده است.